# いそしお (潜水艦・初代)
いそしお（ローマ字：JS Isoshio, SS-568、ATSS-8001）は、海上自衛隊の潜水艦。うずしお型潜水艦の3番艦。艦名は礒潮から由来する。

## 艦歴
「いそしお」は、第3次防衛力整備計画に基づく昭和44年度計画潜水艦8083号艦として、川崎重工業神戸工場で1970年7月9日に起工され、1972年3月18日に進水、1972年11月25日に就役し、第1潜水隊群に直轄艦として編入された。
1973年9月28日、第1潜水隊群隷下に新編された第5潜水隊に同日就役の「なるしお」とともに編入。
1975年10月9日から12月22日までの間、ハワイ派遣訓練に参加。
1989年3月24日、海上自衛隊初の特務潜水艦に種別変更され、艦籍番号がATSS-8001に変更、第1潜水隊群直轄艦となる。種別変更後は若干の改造が施され教育訓練および各種装備品の実験に使用された。
1992年3月25日、除籍。
1994年8月上旬、伊豆大島沖で技術研究本部が開発中の新型対潜魚雷G-RX4の実艦標的に使用された。なお、試験は海上自衛隊初の試みとなる潜没状態で実施するため、船体上にフロートとなる構造物が設けられる改造工事が施された。